# Евгений Сандов
Евге́ний Са́ндов (англ. Eugen Sandow, также известный как Ю́джин Сэ́ндоу; настоящее имя — Фри́дрих Ви́льгельм Мю́ллер (нем. Friedrich Wilhelm Müller); 2 апреля 1867, Кёнигсберг, королевство Пруссия — 14 октября 1925, Лондон, Англия) — атлет XIX века, считается[кем?] основоположником бодибилдинга.

## Биография

### Ранние годы
Родился Фридрих Мюллер 2 апреля 1867 года в прусском городе Кенигсберг (ныне — Калининград). Отец — немец, продавец зелени и фруктов, мать — русская, помогала отцу. О детстве Мюллера известно мало. Будучи студентом он увлёкся анатомией и физической культурой. Затем стал цирковым борцом.

### Путь к славе
Вскоре Фридрих стал цирковым атлетом и выбрал себе новое имя — Евгений Сандов (английский вариант произношения — Ю́джин Сэ́ндоу), взяв девичью фамилию своей матери (её фамилия — Сандова). Кроме демонстрации силовых трюков и красоты своих мускулов, он также занимался борьбой, завоёвывая славу непобедимого.
Постепенно Сандов оставил борьбу, которая стала ему неинтересной. Он сосредоточился на силовых выступлениях и пропаганде своей системы физических упражнений.

### Карьера в Америке
После успешного турне по странам Европы Евгений в 1894 году отправился в Америку. Там его рекламировали как «сильнейшего человека в мире».
Сандов проявил недюжинный талант бизнесмена. Он рекламировал свою методику развития силы и необходимые для этого спортивные снаряды, здоровый образ жизни и рациональное питание. Благодаря ему продажа гирь, гантелей, штанг и книг о бодибилдинге существенно возросла.

### Переезд в Англию
В 1897 году Сандов переехал в Англию, где продолжил выступления и пропаганду своих многочисленных методик. Он создал институты физической культуры, а также салоны и студии физической культуры — прототипы тренажёрных залов. В 1901 году Сандов провёл в Англии первый в мире конкурс красоты атлетического сложения при поддержке королевской семьи. К тому времени он окончательно завершил карьеру борца и полностью посвятил себя пропаганде своих методик и демонстрации силовых номеров.
В 1902 году на состязании по тяжёлой атлетике в Нью-Йорке Сандов был побеждён 18-летней силачкой, Катей Брумбах, она подняла 300-фунтовый (136 кг) груз над головой, в то время как Сандов смог поднять его только до уровня груди. После этого победительница взяла себе псевдоним Сандвина и стала выступать в цирках.
В 1911 году король Георг V присвоил Евгению Сандову звание профессора физического развития.

### Личная жизнь
Был женат на Бланш Брукс (англ. Blanche Brooks), отношения с которой впоследствии испортились. В этом браке у Евгения родились 2 дочери.

### Смерть
Евгений Сандов скончался 14 октября 1925 года в Лондоне от кровоизлияния в мозг. Существует версия, что это случилось после того, как он вытащил одной рукой из кювета свой автомобиль. Сандов был похоронен в Лондоне на кладбище Putney Vale Cemetery. Жена похоронила его в неприметной могиле без надгробного камня. Скромное надгробие было установлено только в 2002 году.
- Евгений Сандов в 1894 году

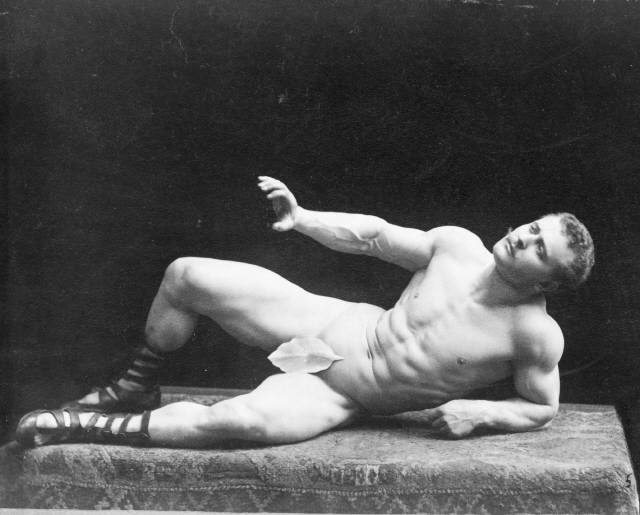
Сандов изображает скульптуру «Умирающий галл», символизируя греческий идеал красоты. Фото Б. Фалька, 1894
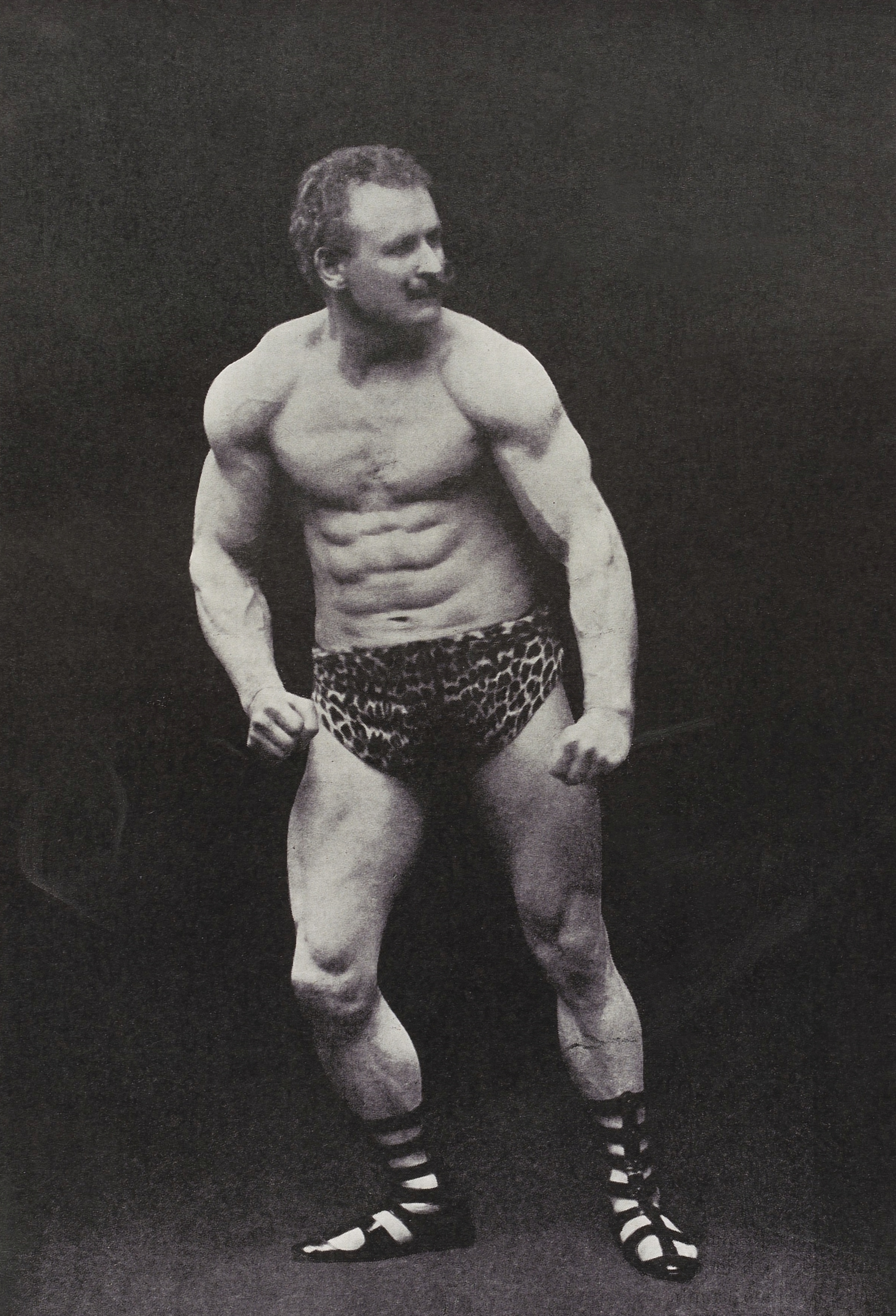
Евгений Сандов, июль 1902

## Последователи
У Сандова оказалось много последователей и в России, где его книги и статьи издавали большими тиражами. Его методики использовало Санкт-Петербургское атлетическое общество, подготовившее немало прекрасных борцов, таких как Иван Поддубный. Арнольд Шварценеггер называл Сандова «своим кумиром».

## Достижения Евгения Сандова
Евгений обладал феноменальной силой. Так, например:
- В течение четырёх минут он 200 раз отжимался от пола.
- В течение нескольких секунд удерживал на вытянутых вперёд руках гири по 27 килограммов каждая.
- Опираясь пятками на один стул, а затылком на другой, держал на груди двух человек, а в вытянутой руке — 22-килограммовую гирю.
- Держа в каждой руке по 24-килограммовой гире, он становился на носовой платок, затем прыгал и делал сальто назад, точно приземляясь туда же.
- Ему на грудь устанавливали платформу, и он держал на ней трёх лошадей. В другом номере на платформе находился рояль и оркестр из восьми человек.
- В 1894 году установил мировой рекорд, выжав одной рукой штангу с огромными полыми шарами, внутри которых сидело по одному человеку. Вес необычной штанги составил 122 килограмма.
- Во время гастролей в Сан-Франциско в 1894 году, Сандов боролся со львом, который был в наморднике и обут в варежки. Лев бросался на Сандова, а тот ловил его, удерживал и отбрасывал.
- В 1895 году Сандов выполнил сложнейший силовой трюк, поднял и выжал правой рукой штангу весом 115 килограммов и, переложив её в левую руку, присел, и лёг на спину, затем, не опуская штангу, встал.

## Антропометрические данные
- Рост — 170 см
- Вес — 88 кг
- Бицепс — 43 см
- Бедро — 63 см
- Икры — 40 см

## Литературные произведения
Евгений Сандов написал несколько книг о своих методиках:
- «Система физического развития Евгения Сандова» («Sandow's System of Physical Training»), 1894
- «Сила и как обрести её» («Strength and How To Obtain It»), 1897
- «Бодибилдинг: человек в действии» («Body-Building»), 1904
- «Сила и Здоровье: как болезнь может быть успешно побеждена физической культурой» («Strength and Health»), 1912
- «Жизнь есть Движение: физическая реконструкция и регенерация людей» («Life is Movement»), 1919

## Признание
В 1977 году бронзовая статуэтка Евгения Сандова была избрана главным призом конкурса «Мистер Олимпия».

## Документалистика
- Документальный фильм (13 июня 2019). Евгений Сандов и Юрий Власов. Выходят на арену силачи.  40 мин. ГТРК «Культура».